# 제리의 게임
《제리의 게임》(Geri's Game)은 픽사에서 제작하고 얀 핀카바가 감독한 1997년 단편 애니메이션이다. 픽사의 단편 작품으로는 1989년 《장식품》 (Knick Knack) 이후 8년 만에 내놓은 작품이다. 최초의 장편 애니메이션인 《토이 스토리》의 제작에 집중하기 위해서 그간 미뤄왔던 단편 애니메이션 제작에 다시 활기를 불어넣게 된 작품이기도 했다.
작품 줄거리는 공원 테이블에 앉아있던 제리라는 이름의 어느 늙은 남자가 자기 자신을 대결상대로 삼아 체스 한 판을 둔다는 내용으로, 픽사 최초로 인간을 작품 주인공으로 내세운 작품이었다. 처음으로 시도되는 인간 캐릭터의 애니메이션 작업 부담을 줄이기 위해서 전문 연구개발팀이 제작진과 함께 작업하였으며, 캐릭터가 입은 옷의 자연스러운 움직임을 구현하기 위해 사내 시뮬레이터를 별도로 두기도 하였다. 또 캐릭터의 자연스런 동작과 현실적인 피부질감을 위해 에드윈 캐트멀이 처음 개척한 모델링 기술인 '서브디비전 서피스' (Subdivision surface)를 사용하기도 했다. 주인공 제리의 목소리는 밥 피터슨이 연기하였다.
제리의 게임은 1997년 11월 24일에 처음 공개되었으며 이듬해 아카데미상 단편 애니메이션 부문상을 수상하였다. 이후 픽사의 두번째 장편영화인 《벅스 라이프》가 개봉될 당시 함께 극장에서 상영되었다.

## 줄거리
배경은 어느 가을의 한적한 공원. 늙은 남자 주인공 '제리'가 테이블에 앉아 체스판을 꺼낸다. 체스말을 제자리에 다 둔 제리는 안경을 꺼내 쓰고는 그 중에 흰색 말을 하나를 옮긴다. 이내 안경을 벗고 테이블 반대쪽 의자에 앉고, 이번에는 상대가 되어 반대쪽 검은 말을 다시 옮긴다. 제리는 다시 반대쪽으로 자리를 옮겨 앉고는 흰색말을 옮기고, 이내 검은말 쪽으로 다시 가서 옮기며, 자기 자신을 상대삼아 게임을 진행한다. 그리고 그런 과정에서 정말로 두 명의 제리 (안경 쓴 제리와 쓰지 않은 제리)가 서로를 상대로 삼아 체스를 하는 듯한 연출이 이어진다.
게임이 계속되면서 검은말을 맡던 제리가 안경 낀 제리의 흰색말을 적극적으로 공략한다. 그 결과 흰색말은 킹과 퀸 하나만 남게 되고, 안경 낀 제리가 킹을 실수로 잘못 옮기는 바람에 퀸마저 먹혀 체크메이트가 될 위기에 처한다. 그런데 갑자기 안경 낀 제리가 마치 심장마비가 온 것처럼 가슴을 움켜잡고 괴로워하는 척 하다 쓰러진다. 검은말 쪽의 제리가 어리둥절해서 상대를 살펴보던 사이 안경 낀 제리가 몰래 체스판을 정반대로 돌려놓고, 자신이 검은말 쪽이 된다. 무슨 영문인지 몰라 어쩔 줄을 모르던 상대에게 안경 낀 제리는 체크메이트를 날린다. 그제서야 자신의 처지를 알게 된 반대쪽 제리는 마지못해 패배를 인정하고 그 대가로 안경낀 제리에게 틀니를 건넨다. 틀니를 받아서 낀 제리는 스스로 대결에서 이겼다는 생각에 빙그레 웃는다. 테이블에 홀로 앉아 낄낄대는 제리의 모습과 함께 영화가 끝난다.

## 공개
《제리의 게임》은 1997년 11월 24일 미국 캘리포니아주 산타모니카의 렘리스 모니카 극장에서 처음 상영되었다. 이후 1998년 픽사의 장편영화 《벅스 라이프》 극장판에서 더불어 상영되었다. 그리고 비디오와 DVD로도 여러 차례 발매되었다. 특히 역대 픽사의 단편영화를 모은 DVD인 《픽사 단편선 제1편》 (Pixar Short Films Collection, Volume 1)에 수록되었다.
대한민국에서는 1998년 12월 제2회 부천국제판타스틱영화제에서 공개되었으며, 1999년 말 《벅스 라이프》 비디오판이 발매될 당시 함께 수록되었다.

## 같이 보기
- 픽사의 단편 목록